# 法與情
《法與情》（Legal Affair）是本地製作有限公司出品的時裝法律電視劇，並在ViuTV播出。由謝安琪、葉璇、余安安、陳靜、陳秀珠、陸駿光、李芯駖、岑珈其、林耀聲、關智斌、賈曉晨及劉浩龍等合演，另蘇永康、劉美娟及鄭浩南特別參與演出，蘇永康及劉美娟繼《壹號皇庭》後再次主演法律相關的電視劇。 全劇大部份在前北九龍裁判法院取景。本劇為《ViuTV年中無休2023節目發佈會》節目巡禮劇集之一。製作特輯於12月16日（星期六）23:40-23:45播出，及12月17日（星期日）23:25-23:30播出。本劇由「Tap & Go 流動支付服務」冠名贊助。

## 劇情
大律師郭恩琪是資深大律師石琪的徒弟，與同為大律師的丈夫高文卓正在鬧離婚，要打官司爭奪兒子的撫養權。郭恩琪因對「醒而樂藥業有限公司」的抗腦退化藥控訴失敗，而身心大受打擊，更因此面臨離婚危機。為了爭奪兒子的撫養權，她接了一宗法律援助案來提高自己的品德聲望。而這宗案件過後，她拾回熱誠，重新調查當年藥廠一案。期間她又遇上一宗桃色詐騙案，卻意外發現有關藥廠一案的新線索。

## 角色
| 演員   | 角色        | 備註 |
| 謝安琪 | 郭恩琪      | Angel 大律師 石琪徒弟，與其不和，後和好 高卓文之分居妻，於第20集接受其提出復合 高俊逸之母 「卓宏大律師事務所」東主 炎麗珊、陳志高及腦退化症病人集體訴訟之代表律師 青年由張凱娸飾演（第12集） |
| 余安安 | 石琪        | 資深大律師、檢控官 郭恩琪師傅 代表政府控告炎麗珊誤殺李富貴，但後主動撤銷控告 周鸿英之大学同学 |
| 陳靜   | 炎麗珊      | Lisa 涉嫌誤殺李富貴，但無罪釋放 崔家明之妻 呂月明之媳婦 崔詠欣之母 |
| 陳秀珠 | 呂月明      | 炎麗珊之家婆 崔詠欣之嫲嫲 崔家明之母 患有失智病 曾服用“醒而乐”抗脑退化药导致脑出血 |
| 陸駿光 | 高文卓      | Manson 大律師 郭恩琪之分居夫，於第20集向其提出復合成功 高俊逸之父 錢莉莉及腦退化症病人集體訴訟之代表律師 青年由唐浩然飾演（第12集） |
| 李芯駖 | 徐淑喬      | Suki 「卓宏大律師事務所」律師 郭恩琪助手 Benni同事 陳志高中學同學 于第20集成为大律师 |
| 岑珈其 | Benni       | 「卓宏大律師事務所」律師 徐淑喬同事 |
| 林耀聲 | Jonny       | 高文卓同事 |
| 葉璇   | 范雪娜      | Dora 「心怡老人院」院長 陳志高女友，于第20集结婚 |
| 關智斌 | 陳志高      | Hugo 徐淑喬中學同學 出場時為投資顧問，藉與鑽石級課程學生維持性關係以賺取高額學費 現於「心怡老人院」工作 范雪娜男友，因其斷絕與其他女學生往來 曾被錢莉莉包養，並意外目睹其與羅再生勾結，後被其報復及誣告詐騙 于第20集与范雪娜结婚 |
| 賈曉晨 | 錢莉莉      | Lilian 富婆 蔣萬山的遺孀 「康德製藥股份有限公司」行政總裁 Ceci Cheung、蒋启华之的嫂子，與二人不和 羅再生之秘密情人，與其勾結，後反目 報復及誣告詐騙陳志高 |
| 劉浩龍 | 羅再生      | Roger 「醒而樂藥業有限公司」行政總裁 包養及操控錢莉莉，與其勾結，後反目 誣陷及報復陳志高，兼且想殺害其 屢次為「醒而樂藥業有限公司」推出的抗老退化藥掩飾罪行而妨礙司法公正，於第20集被廉署拘捕及檢控 |
| 蘇永康 | 林大狀      | 特別演出 律師 「醒而樂藥業有限公司」之代表律師 |
| 劉美娟 | 廖法官      | 特別演出 法官 負責審理病人控告「醒而樂藥業有限公司」的裁判官 |
| 鄭浩南 | 周鴻英      | 友情演出 「醒而樂藥業有限公司」創辦人及董事長 石琪之大学同学 |
| 鄭融   | Purple      | 石琪助手 |
| 沈震軒 | 江大狀      | 炎麗珊初期之代表律師 代表炎麗珊控告建築公司，追究崔家明死因，但敗訴 |
| 吳忻熹 | Ceci Cheung | 「康德製藥股份有限公司」 總經理 錢莉莉的姑仔，與其不和 蔣萬山之妹 蔣啟華之姊 |
| 顏柏霖 | 高俊逸      | Lucas 高文卓及郭恩琪之兒子 |
| 陳妃頤 | 崔詠欣      | 崔家明及炎麗珊之女兒 呂月明之孫 |
| 高翰文 | 文官        | 法官 負責審理炎麗珊誤殺案的裁判官 |
| 秦楚瀅 | Janet       | 林大狀助手，登場於第11及第17集 |
| 陳桂芬 | 簡官        | 法官 負責審理陳志高詐騙案的裁判官 |
| 鄒文正 | 阿風        | 羅再生助手 周鴻英安插在羅再生身邊之線眼 |
| 郭奕芯 | 胡敏兒      | Mandy KOL 唯一證明炎麗珊沒有殺害李富貴的重要證人 案發當天正在拍片，在玩具店跟蹤炎麗珊至自動櫃員機，親自見證炎麗珊被冤枉的情況，只是錯過了李富貴倒地猝死的一刻 其口供將會是為炎麗珊平反的關鍵 |
| 徐浩昌 | 方仕文      | Fun Fun Toys之店長 其店的財政報告的生意率每況愈下 因長期欠交租金及沒有為瓷公仔安裝防護欄而多之被投訴 要求炎麗珊就崔詠欣撞爛瓷公仔向玩具店賠償五萬元 |
| 陳偉雄 | 張振揚      | 休班警員 有賭博的習慣 經常使用自己的薪金進行賭博 多次轉帳於自己的投注戶口 轉帳期間與炎麗珊發生口角，撞到炎麗珊後拒絕道歉更惡言相向 |
| 李凱賢 | 李富貴      | 案中死者 黑社會成員 在提款時與炎麗珊發生爭執，期間暴斃 生前曾因吸毒而被判入青年戒毒中心進行戒毒治療，康復後更捐助青年戒毒中心及助養小動物 |
| 蘇宸褕 | 何細強      | 控方證人 黑社會成員 李富貴跟班 與李富貴在青年戒毒中心所認識 康復後與李富貴一起從事裝修 認為炎麗珊有意殺害李富貴而指控她，但在案發時因被途人阻擋視線而不能控告其 |
| 黎淑賢 | 梁麗娟      | 申永全之妻 申志培之母 因郭恩琪為方同生洗脫危險駕駛的罪名導致兒子發生意外得不到索償感到憤怒而針對她 為報復而跟蹤及偷拍郭恩琪來記錄其行蹤，經過高文卓發出禁制令和解釋禁制令的原意及事情的真相後令交通意外事件才得以解決 最後因服食了「醒而樂」抗老退化藥出現腦出血徵狀而成為郭恩琪的原告人之一                                                |
| 張立基 | 申永全      | 梁麗娟之夫 申志培之父 因郭恩琪為方同生洗脫危險駕駛的罪名導致兒子發生意外得不到索償感到憤怒而針對她 為報復而跟蹤及偷拍郭恩琪來記錄其行蹤，經過高文卓發出禁制令和解釋禁制令的原意及事情的真相後令交通意外事件才得以解決 最後因梁麗娟服食了「醒而樂」抗老退化藥出現腦出血徵狀而成為郭恩琪的原告人之一 對郭恩琪勇於幫助其兒子爭取索償而覺得感恩 |
| 鄭伊琪 | 袁莎華      | Sara 有酗酒的習慣 曾因吸毒而被判入青年戒毒中心進行戒毒治療 聲稱自己在案發看見炎麗珊殺害李富貴 |
| 黎紀君 | Coey        | 「卓宏大律師事務所」職員 |
| 鍾浠文 | Joyce       | 「卓宏大律師事務所」職員 |
| 鍾嘉駿 | CY          | 「卓宏大律師事務所」職員 |
| 周志輝 | Robert      | 律政司職員 |
| 麥子樂 | 崔家明      | 炎麗珊之亡夫 崔詠欣之父 呂月明之子 被高處跌下的混凝土砸死 |
| 孫佳君 | Kitty       | 李富貴的主診醫生 |
| 吳浩康 | 方大狀      | 辯方律師 醒而乐藥业初期代表律師 為藥廠出品的「醒而樂」抗老退化藥辯護 |
| 張敬仁 | 趙婉燕      | 郭恩琪初時的當事人 初時認為郭恩琪有正義感，但最後因其不建議進行庭外和解堅持控告問題藥物間接害死其母親而不受重用。 於七年後重新為服食了「醒而樂」抗老退化藥的受害人控告「醒而樂藥業有限公司」 |
| 蘇裕邦 | 廖明志      | 姚美玲的主診醫生 |
| 陳意嵐 | 李嘉文      | 陳志高投資課程之學員 懷疑陳志高詐騙 |
| 魯文傑 | 蔣萬山      | 錢莉莉之亡夫 「康德製藥股份有限公司」前行政總裁 Ceci Cheung及蔣啟華之亡兄 |
| 朱天   | 蔣啟華      | 蔣萬山、Ceci Cheung之弟 钱莉莉之小叔 |

## 每集列表
| 集數   | 首播日期 | 標題             | 備註   |
| 2023年 |          |                  |        |
| 1      | 12月18日 | 誤殺             |        |
| 2      | 12月19日 | 離婚             |        |
| 3      | 12月20日 | 真正戰書         |        |
| 4      | 12月21日 | 正式開審         |        |
| 5      | 12月22日 | 盤問證人         |        |
| 6      | 12月25日 | 拖延時間         |        |
| 7      | 12月26日 | 變得更強大       |        |
| 8      | 12月27日 | 痛恨律師         |        |
| 9      | 12月28日 | 唇槍舌劍         |        |
| 10     | 12月29日 | 重啟             |        |
| 2024年 |          |                  |        |
| 11     | 1月2日   | 詐騙             |        |
| 12     | 1月3日   | 報復             |        |
| 13     | 1月4日   | 正式開庭         |        |
| 14     | 1月5日   | 炸翻全場         |        |
| 15     | 1月8日   | 真相             | 結局篇 |
| 16     | 1月9日   | 不讓慘劇繼續發生 | 結局篇 |
| 17     | 1月10日  | 終止審訊         | 結局篇 |
| 18     | 1月11日  | 重審             | 結局篇 |
| 19     | 1月12日  | 押後聆訊         | 結局篇 |
| 20     | 1月13日  | 最好的結局       | 大結局 |

## 歌曲
| 曲序 | 曲目         |        | 作曲   | 编曲   | 製作人 | 主唱   | 备注   |
| ---- | ------------ | ------ | ------ | ------ | ------ | ------ | ------ |
| 1.   | 撕裂的樂章   | 小 克  | 蘇道哲 | 蘇道哲 | 蘇道哲 | 謝安琪 | 主題曲 |
| 2.   | 講不出的原因 | 馮穎琪 | 藍奕持 | 蘇道哲 | 蘇道哲 | 謝安琪 | 插曲   |

## 軼事
- 本劇是劉美娟和蘇永康繼《壹號皇庭》後再次主演法律相關的電視劇，唯一不同是劉美娟這次飾演法官而不是律師。[5]亦是余安安與陳靜首次扮演關係對立角色，其後合演《家族榮耀之繼承者》，她們「妯娌不和」，余安安懷疑陳靜簡接導致劉芷希被殺，與本劇情節相似。
- 由於2024年1月1日19:30-00:10轉播《2023年度叱咤樂壇流行榜頒獎典禮》，所以此劇於當日暫停播映，並改為於2024年1月13日（星期六）20:30-21:30播放大結局。
- 本劇是黎淑賢唯一一部在ViuTV演出的電視劇兼遺作。黎在2023年12月26日於北角雲景道40號雅景臺寓所燒炭自殺身亡。[6]

## 外部連結
- 本地製作有限公司的Facebook帳戶 （页面存档备份，存于）
- MakerVille：法與情 （页面存档备份，存于）
- 豆瓣电影上《法與情》的資料 （简体中文）
- ViuTV：法與情（劇集重溫） （页面存档备份，存于）
- YouTube上的《法與情》ViuTV全新劇集《法與情》記者會LIVE
- ViuTV：製作中（第41集）- 直擊阿Kay 芯駖Jam歌現場 （页面存档备份，存于）
- ViuTV：製作中（第42集）- 晴天娃娃失效！劇組面對極端天氣！ （页面存档备份，存于）
- ViuTV：製作中（第43集）- 實景法庭 （页面存档备份，存于）
- ViuTV：製作中（第44集）- 淚崩！阿Kay為劇集無懼艱辛 （页面存档备份，存于）
- ViuTV：製作中（第57集）- Kenny本色出演萬人迷 （页面存档备份，存于）
- ViuTV：製作中（第59集）- 全場嗌救命！極限高溫挑戰 （页面存档备份，存于）

## 電視節目的變遷
| 香港 ViuTV 星期一至五 21:30－22:30 · 2024年1月1日 暫停播映 · 2024年1月13日（星期六）20:30－21:30 | 香港 ViuTV 星期一至五 21:30－22:30 · 2024年1月1日 暫停播映 · 2024年1月13日（星期六）20:30－21:30 | 香港 ViuTV 星期一至五 21:30－22:30 · 2024年1月1日 暫停播映 · 2024年1月13日（星期六）20:30－21:30 |
| ------------------------------------------------------------------------------------------------ | ------------------------------------------------------------------------------------------------ | ------------------------------------------------------------------------------------------------ |
|                                                                                                  | 法與情 （2023年12月18日－2024年1月13日）                                                         |                                                                                                  |
| 社內相親 （2023年11月27日－2023年12月15日）                                                      | 模範的士 2 （2024年1月15日－2024年2月10日）                                                      |                                                                                                  |